# José Luis Fábrega
José Luis Fábrega Polleri (Ciudad de Panamá, 8 de mayo de 1962) es un ingeniero civil y político panameño, diputado de la Asamblea Nacional (1999-2014) y desde el 1 de julio de 2019 hasta el 30 de junio de 2024 fue el alcalde del distrito de Panamá.

## Biografía
Sus padres son Jaime Ignacio Fábrega Quelquejeu y Beatriz Polleri Pérez. Se graduó de ingeniería civil en la Universidad Santa María la Antigua en 1986 y viajó a Estados Unidos, en donde obtuvo un título de ingeniería mecánica en la Universidad Católica de América en Washington D. C. en 1988. Entre 1989 y 1997 ejerció su carrera profesional en diversas empresas privadas en Panamá.
Durante su etapa como empresario, se comenzó a involucrar en la política como miembro del Partido Demócrata Cristiano (actual Partido Popular) desde 1994 obteniendo puestos como secretario nacional adjunto de organización y luego de finanzas. Posteriormente, se pasó a las filas del Partido Arnulfista y en 1999 fue electo legislador de la Asamblea Legislativa representando a los corregimientos de Río Abajo, San Francisco, Juan Díaz y Parque Lefevre. En diciembre de 2003 decidió saltar al Partido Solidaridad y fue reelecto legislador en las elecciones de 2004. Posteriormente, en julio de 2006 abandonó Solidaridad para inscribirse en el Partido Revolucionario Democrático (PRD) y en las elecciones de 2009 fue reelecto como diputado nacional. Como diputado, propulsó una ley que buscaba la unificación de las válvulas de tanque de gas de uso casero, por lo que recibió el apodo de "El hombre del tanque de gas".
En junio de 2013, Fábrega decidió presentarse como precandidato a la alcaldía del distrito de Panamá, venciendo en las elecciones primarias a la exdiputada Balbina Herrera. En las elecciones municipales de 2014, se enfrentó a la incumbente Roxana Méndez de Cambio Democrático (CD) y a José Isabel Blandón del Partido Panameñista, pero fue superado por Blandón con apenas 1,6% de diferencia de votos.
En septiembre de 2018, nuevamente anunció sus intenciones de ser candidato a alcalde, y logró superar las primarias del PRD ante Quibian Panay y otros. En las elecciones municipales de 2019, logró ganar ante Sergio "Chello" Gálvez (CD), Raúl Rodríguez (libre postulación) y Adolfo Valderrama (Panameñista); convirtiéndose en alcalde del distrito de Panamá a partir de julio de 2019.
Durante su gestión han surgido algunas preocupaciones sobre algunos proyectos, entre ellos la construcción de una playa artificial en la cinta costera de la capital panameña valorado en 120 millones de balboas (que luego fue cancelado en 2020), la construcción de un nuevo mercado de mariscos en la cinta costera que se señaló de aparentemente no seguir los procesos de consulta ciudadana, y el aparente abandono del proyecto Parque Municipal Panamá Norte, que fue iniciado por el alcalde anterior, José Isabel Blandón. Fábrega ha minimizado las críticas indicando que sigue los procesos de transparencia y ha señalado la ejecución de otros proyectos, sin embargo, debido a las constantes irregularidades, el 20 de abril de 2022 se activó un proceso de revocatoria de mandato contra el alcalde, y que consistió en la recolección de firmas que representen el 30% del padrón electoral de la anterior elección municipal durante los próximos 120 días. Si se cumplía ese proceso, se iba a realizar un referéndum que confirmara o revocara el cargo a Fábrega como alcalde capitalino, pero sólo se recolectaron 17 780 firmas (8,94% del total) por lo que la solicitud fue archivada el 19 de agosto del mismo año.